# Administrerende direktør
En administrerende eller administrativ direktør betegner den, der tegner virksomheden udadtil og har det overordnede ansvar for den daglige ledelse af virksomhed og  drift, omsætning og resultater. Den engelske betegnelse er Managing Director, den svenske Verkställande direktör (VD) og den tyske Geschäftsführer.
Typisk refererer den administrerende direktør til virksomhedens bestyrelse og ansættes og afskediges af den.
Når virksomheden er et moderselskab i en koncernstruktur med flere juridiske selskaber betegnes den øverste direktør ofte koncerndirektør eller Chief executive officer, forkortet CEO. For at anvende titlen koncerndirektør eller CEO skal der være en organisation, der rapporterer til en bestyrelse og indgår i en direktion.[kilde mangler]
Eksempler på danske administrerende direktører er Lars Rebien Sørensen i Novo Nordisk A/S og Jørgen Vig Knudstorp i LEGO.
I visse offentligt ejede virksomheder samt i nogle organisationer benævnes den administrerende direktør generaldirektør. Det gælder bl.a. DR og tidligere også DSB og Post & Telegrafvæsnet.
| Firma | Spire Denne artikel om et firma eller en virksomhed er en spire som bør udbygges. Du er velkommen til at hjælpe Wikipedia ved at udvide den. |